# ジョン・サドリ
ジョン・サドリ（John Sadri, 1956年9月19日 - ）は、アメリカ・ノースカロライナ州シャーロット出身の元男子プロテニス選手。1979年の全豪オープン男子シングルス準優勝者。全豪オープンでは1981年と1982年の2年連続で、男子ダブルス準優勝もある。自己最高ランキングはシングルス14位、ダブルス29位。ATPツアーでシングルス2勝、ダブルス3勝を挙げた。

## 来歴
1976年にプロ入り。1979年当時の全豪オープンは、オーストラリア・メルボルン市内にある「クーヨン・テニスクラブ」で年末の12月に開催され、男子シングルスも64名の出場選手による6回戦制で行われていた。この大会で、サドリは第6シードから決勝まで勝ち上がったが、大会前年優勝者のギリェルモ・ビラスに 6-7, 3-6, 2-6 のストレートで敗れて準優勝に終わった。翌1980年の全豪オープンでは、サドリは準々決勝でビラスと顔を合わせ、ここでも 5-7, 4-6, 6-2, 6-4, 3-6 で敗れた。先にビラスが2セットを先取した後、サドリは第3・第4セットを連取して2セット・オールに追いついたが、結局最終第5セットを 3-6 で落とし、前年度の決勝の雪辱はならなかった。
ジョン・サドリはその後も、1981年・1982年の2年連続で全豪オープン男子ダブルスの準優勝があった。パートナーはそれぞれ異なり、1981年はハンク・プフィスター（アメリカ）と、1982年はアンディ・アンドリュース（アメリカ）と組んだ。プフィスターと組んだ1981年は、地元オーストラリアペアのマーク・エドモンドソン&キム・ウォーウィック組に 3-6, 7-6, 3-6 で敗れ、アンドリュースと組んだ1982年はジョン・アレクサンダー&ジョン・フィッツジェラルド組に 4-6, 6-7 で敗れた。1982年のシーズンに、サドリとアンドリュースは2つのダブルス・タイトルを獲得している。
サドリの全豪オープン以外の4大大会成績は、1984年のウィンブルドンでベスト8がある。この準々決勝で、サドリは第1シードのジョン・マッケンローに 3-6, 3-6, 1-6 で完敗した。サドリがまだ学生テニス選手だった頃、マッケンローとはNCAAテニス選手権で対戦したことがあるが、ウィンブルドンではもはや学生時代のライバルに歯が立たなくなっていた。1987年ウィンブルドン2回戦敗退の後、サドリは7月に31歳で現役を退いた。
サドリは現役時代、何度か「ジャパン・オープン」で来日している。1979年全豪オープン準優勝の直前に、彼は日本の大会でシングルス準決勝に進出したが、その3回戦で日本の西尾茂之選手に 4-6, 6-3, 6-1 で逆転勝ちしたこともある。ダブルスでは1982年に、全豪オープンでも組んだアンディ・アンドリュースと一緒に準決勝まで勝ち進んだ。現役最後の年になった1987年4月にも日本を訪れ、サドリはダブルスで当時17歳のアンドレ・アガシとペアを組んだこともある。